# Maria Pia von Sachsen-Coburg-Gotha und Braganza

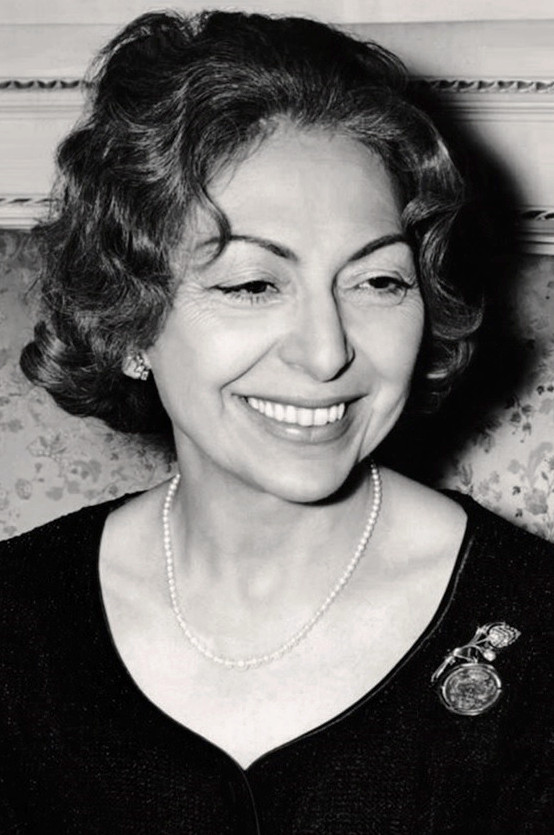
Maria Pia von Sachsen-Coburg-Gotha und Braganza

Maria Pia von Sachsen-Coburg-Gotha und Braganza (auf Portugiesisch: Maria Pia de Saxe-Coburgo Gotha e Bragança; * 13. März 1907 in Lissabon, Portugal; † 6. Mai 1995 in Verona, Italien) war eine Schriftstellerin, die auch unter dem Pseudonym Hilda de Toledano schrieb. Sie behauptete von sich, die illegitime Tochter des portugiesischen Königs Karl (1863–1908) zu sein, der ihr den Thronanspruch vermacht habe. Seit 1957 versuchte sie mit Unterstützung portugiesischer Royalisten vergeblich, ihren Anspruch auf den portugiesischen Thron politisch und gerichtlich durchzusetzen. 1985–1987 erklärte sie den Verzicht auf ihre Ansprüche und übertrug sie, trotz eigener Nachkommen, auf den sizilianischen Geschäftsmann Rosario Poidimani.

## Leben
Maria Pia von Sachsen-Coburg-Gotha und Braganza war nach eigenen Angaben die Tochter der unverheirateten Maria Amélia Laredó e Murça, Tochter wohlhabender brasilianischer Geschäftsleute. Sie gab an, dass bei ihrer Taufe in Madrid (Spanien) als Name ihres Vaters „D. Carlos de Sassonia-Coburgo y Savoya de la Casa de Braganza de Portugal“ eingetragen worden sei. Das Taufregister ging im spanischen Bürgerkrieg verloren.
Im Jahr 1925 heiratete sie einen Kubaner, mit dem sie kurz auf Kuba zusammenlebte, um dann nach Madrid zurückzukehren.
In den frühen 1930er Jahren veröffentlichte sie zunächst eine Anzahl Artikel in den spanischen Zeitungen Blanco y Negro und Diario ABC.
1937 veröffentlichte sie unter dem Pseudonym Hilda de Toledano ihr erstes Buch La hora de Alfonso XIII. Es handelt sich dabei inhaltlich um eine Verteidigung des Königs Alfonso XIII. von Spanien, der zu dieser Zeit im Exil lebte. 1954 veröffentlichte sie unter dem gleichen Pseudonym Un beso y ... nada más: confidencia consciente de una pecadora inconsciente. Es handelt sich um einen Roman, der sich inhaltlich deutlich auf den Lebenslauf der Autorin bezieht.

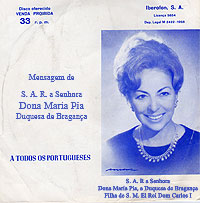
Album-Cover mit den Reden von Maria Pia von Braganza.

1957 veröffentlichte sie bei Del Duca in Paris die Mémoires d'une infante vivante. Dieses Werk verfasste sie in französischer Sprache unter dem Namen „Maria Pia von Sachsen-Coburg und Braganza“ als Autobiographie. Es stellt den ersten Versuch Maria Pias dar, eine größere Öffentlichkeit von ihren Ansprüchen als illegitime Tochter von König Carlos I. von Portugal zu überzeugen, wobei sie in dieser Schrift noch keinen eigenen Anspruch auf den Thron erhob, sondern Isabelle d’Orléans als ältestes Kind von Henri d’Orléans als vorrangig berechtigte Thronfolgerin ansah.

## Werke
- Hilda de Toledano: La hora de Alfonso XIII - : ...la que me concedió para España, ...la de la justicia en España, ...la de su regreso a España, ...la de la paz en España. Uscar, Garcia y Compania: Havanna 1937
- Hilda de Toledano: Un beso y... nada más - confidencia consciente de una pecadora inconsciente. Editorial Plenitud: Madrid 1954
- Maria Pia de Saxe-Cobourg Bragance: Mémoires d'une infante vivante. Del Duca: Paris 1957